# La clessidra - Ricordi d'amore
La clessidra - Ricordi d'amore (砂時計?, Sunadokei, lett. "Clessidra") è un manga shōjo scritto ed illustrato da Hinako Ashihara. Pubblicato tra il 2003 ed il 2006 in 10 volumi, ne è stata tratta una serie televisiva dorama in 60 episodi nel 2007 e un film live action diretto da Shinsuke Sato e con la partecipazione di Sōsuke Ikematsu nel ruolo di Daigo l'anno seguente. In Italia è stato pubblicato dal 30 marzo 2006 al 27 aprile 2007 dalla Panini Comics.

## Trama
La dodicenne Ann vive - dopo la separazione di genitori - assieme alla madre e ai nonni nella piccola città di Shimane. La bambina fa amicizia con i coetanei Daigo, Fuji e la sua sorellina Shika, che divien subito sua amica del cuore. Quando la madre di Ann, Miwako, commette suicidio, Daigo cerca di portare conforto e sostegno all'amica.
I due ragazzi finiscono così con l'innamorarsi, ma le cose si complicano quando il padre di Ann giunge improvvisamente da Tokyo per portare la figlia con sé nella capitale. Qui Ann ritroverà poco dopo Fuji, che frequenta una scuola privata; pian piano finisce con l'avvicinarsi sempre più al ragazzo.
A Shimane intanto la piccola Shika comincia a provar qualcosa nei confronti di Daigo; tornata nella cittadina per le vacanze, Ann romperà definitivamente con Daigo e, tornata a Tokyo, inizia una relazione con Fuji. Tuttavia lei non lo ama veramente ed il rapporto non dura.
Intanto Daigo respinge Shika e cominciano a circolare voci su un suo presunto interessamento verso l'ex compagna di scuola media Ayumu, che l'ha aiutato ad entrare all'università e scegliere la carriera d'insegnante. Avvicinandosi la laurea, Ann viene a sapere che suo padre sta per avere un'altra figlia dalla seconda moglie Kaede.
Shika, dopo aver saputo d'esser figlia illegittima, sceglie d'andar a studiare all'estero e si trasferisce a Vancouver, mentre Fuji deve ripetere l'ultimo anno d'università a seguito di una sua fuga da casa. Sei anni più tardi Ann incontra un giovane imprenditore di nome Keiichiro e un po' alla volta finiscono con l'avvicinarsi reciprocamente.
L'uomo però dimostra un carattere duro ed insensibile, un tipo che usa le persone solamente per trarne un vantaggio e Ann, delusa, lo affronta rompendo il fidanzamento. La settimana seguente si reca in treno ad Okayama, dove Daigo fa il maestro in una scuola elementare.
Dopo un tentativo di suicidio fallito sulla spiaggia, Ann viene portata in ospedale e poco dopo incontra Daigo, il quale finalmente le chiede di sposarlo: lei acconsente e alla fine avranno un bambino di nome Ryo. Fuji invece decide di sposare la cugina Mariko, contro la volontà della famiglia, mentre Shika rimane a lavorare per un lontano parente in America.

## Personaggi
Ann Uekusa (植草 杏?, Uekusa An), Ann Minase (水瀬 杏?, Minase An)
Interpretata da: Megumi Sato (dorama), Ryoko Kobayashi (da adolescente, dorama), Karen Miyama (da bambina, dorama), Nao Matsushita (da adulta, film), Kaho (da adolescente, film)
La protagonista, una ragazza sensibile e affettuosa, anche se a volte un po' sciocca.
Daigo Kitamura (北村 大悟?, Kitamura Daigo)
Interpretato da: Terunosuke Takezai (dorama), Kazuma Sano (da adolescente, dorama), Yuki Izumisawa (da bambino, dorama), Shunya Isaka (da adulto, film), Sōsuke Ikematsu (da adolescente, film)
Coetaneo e primo amico di Ann quando questa si trasferisce.
Fuji Tsukishima (月島 藤?, Tsukishima Fuji)
Interpretato da: Jyōji Shibue (dorama), Ruito Aoyagi (da adolescente, dorama), Shōhei Kawaguchi (da adulto, dorama), Kenta Tsukada (film)
Fratello maggiore di Shika, proviene da una famiglia benestante.
Shiika Tsukishima (月島 椎香?, Tsukishima Shiika)
Interpretata da: Akiko Kinouchi (dorama), Ayami Kakiuchi (da adolescente, dorama), Nana Yamauchi (da bambina, dorama), Anri Okamoto (da adolescente, film), Anri Ban (da adulta, film)
La migliore amica di Ann a Shimane. Dopo aver scoperto d'esser figlia illegittima abbandona la famiglia e va in Canada.
Misayo Uekusa (植草 美佐代?, Uekusa Misayo)
Interpretata da: Shiho Fujimura (film)
Nonna materna di Ann.
Masahiro Minase (水瀬 正弘?, Minase Masahiro)
Interpretato da: Toru Kazama (film)
Padre di Ann.
Ayumu Narasaki (長崎 歩?, Narasaki Ayumu)
Rivale di Ann, prova a rubargli Daigo.
Kaede Kuroki (黒木 楓?, Kuroki Kaede)
Seconda moglie di Masahiro e matrigna di Ann.

## Media

### Manga
Il manga, scritto e illustrato da Hinako Ashihara, è stato serializzato dall'aprile 2003 al giugno 2006 sulla rivista Betsucomi edita da Shōgakukan. I capitoli sono stati raccolti in 10 dieci volumi tankōbon pubblicati dal 23 agosto 2003 al 25 agosto 2006.
In Italia è stato pubblicato da Panini Comics sotto l'etichetta Planet Manga nella collana Manga Love dal 30 marzo 2006 al 27 aprile 2007.
| Nº | Data di prima pubblicazione | Data di prima pubblicazione | Data di prima pubblicazione |
| Nº | Giapponese                  | Giapponese                  | Italiano                    |
| -- | --------------------------- | --------------------------- | --------------------------- |
| 1  | 23 agosto 2003              | ISBN 4-09-138401-3          | 30 marzo 2006               |
| 2  | 19 dicembre 2003            | ISBN 4-09-138402-1          | 29 aprile 2006              |
| 3  | 26 aprile 2004              | ISBN 4-09-138403-X          | 25 maggio 2006              |
| 4  | 26 agosto 2004              | ISBN 4-09-138404-8          | 29 giugno 2006              |
| 5  | 20 dicembre 2004            | ISBN 4-09-138405-6          | 27 luglio 2006              |
| 6  | 25 aprile 2005              | ISBN 4-09-138406-4          | 31 agosto 2006              |
| 7  | 26 agosto 2005              | ISBN 4-09-138407-2          | 28 settembre 2006           |
| 8  | 20 dicembre 2005            | ISBN 4-09-138408-0          | 26 ottobre 2006             |
| 9  | 26 aprile 2006              | ISBN 4-09-130416-8          | 29 marzo 2007               |
| 10 | 25 agosto 2006              | ISBN 4-09-130560-1          | 27 aprile 2007              |

### Dorama
Nel 2007 il manga ha ispirato un dorama live-action trasmesso in Giappone su TBS dal 12 marzo al 1º giugno 2007 per un totale di 60 episodi.

### Film
Nel 2008 il manga è stato adattato in un film live-action diretto e scritto da Shinsuke Sato e che vede Kaho e Nao Matsushita nei panni della protagonista Ann durante le diverse fasi della sua vita mentre Sōsuke Ikematsu interpreta Daigo. Le riprese sono durate dal 27 ottobre 2007 alla metà di dicembre dello stesso anno.

## Accoglienza
La clessidra - Ricordi d'amore ha vinto il Premio Shōgakukan per i manga nella categoria shōjo. Al 2007 la serie ha venduto 5,7 milioni di copie.